# Air Buster
Air Buster, ook gekend als Air Buster: Trouble Reality Raid Unit , is een scrolling shooter uit 1990 ontwikkeld door Kaneko voor arcade. Naargelang de regio werd het spel uitgebracht door Namco of Sharp Image Electronics
In 1990 ontwikkelde Hudson Soft een versie voor TurboGrafx-16 en Inter State in 1991 een versie voor de Sega Mega Drive.

## Spelverloop
Het spel bestaat uit 6 levels. De speler kan kiezen uit twee types van gevechtsvliegtuigen. Het vliegtuig kan men bevoorraden met munitie waaronder
- Striker: om meer vuurkracht te krijgen
- Reverse: schiet twee diagonale schoten af vanaf de zijkant van het vliegtuig
- Six Way Shot: een semi-automatisch schot in zes richtingen
- Homing Shot: tracht alle zichtbare vijanden te raken

Bedoeling van het spel is om vijanden uit te schakelen door hen neer te schieten.